# Coriarachne fulvipes
Coriarachne fulvipes är en spindelart som först beskrevs av Karsch 1879.  Coriarachne fulvipes ingår i släktet Coriarachne och familjen krabbspindlar. Inga underarter finns listade i Catalogue of Life.